# Yudai Nagano (fäktare)
Yudai Nagano, född 15 oktober 1998 i Ibaraki prefektur, är en japansk fäktare som tävlar i florett.

## Karriär
Vid OS 2024 ingick Nagano i det japanska laget som tog guld i florett.